# Drăgoiești
Drăgoiești est une commune du județ de Suceava en Roumanie.